# おとなのEテレタイムマシン
『おとなのEテレタイムマシン』（おとなのイーテレタイムマシン）はNHK Eテレで2024年4月2日から放送されているテレビ番組。

## 概要
2023年4月7日から放送している『Eテレタイムマシン』を総合テレビも含めて教養番組・演芸番組・クラシック音楽番組などに広げている。30分版と50分版があり、前者は、落語・料理・趣味などの教養系番組を中心に、後者はクラシック音楽・美術・ドキュメンタリーなどの文化系番組を中心に放送する。
2024年2月24日 - 3月にNHK BSプレミアム4Kで先行放送。一部は4Kリマスターで放送している。
土曜日版のオープニングテーマは古関裕而「NHK教育テレビ開始音楽」のアレンジ版で藤崎美乃が演奏している。
一部の番組はNHKオンデマンドの配信を実施している。

## 放送時間
| 期間        | 本放送                                    | 再放送                                    |
| ----------- | ----------------------------------------- | ----------------------------------------- |
| 2024年4月 - | 火曜日 22:45 - 23:15 土曜日 22:00 - 22:50 | 水曜日 13:10 - 13:40 月曜日 13:10 - 14:00 |

## 放送リスト

### 先行放送
| 放送日         | タイトル | 初回放送日                                                              |
| -------------- | --- | ----------------------------------------------------------------------- |
| 2024年 2月23日 | ETV8「シリーズ授業 作家・井上ひさし『言葉と友達になろう』」 | 1987年5月26日                                                           |
| 2月24日        | ETV8「シリーズ授業 作家・大江健三郎『書きながら考える』」 | 1988年11月29日                                                          |
| 2月26日        | ETV特集「苦渋の決断〜水俣病 40年目の政治決着〜」 | 1995年10月19日                                                          |
| 2月27日        | 日曜美術館 | 1980年4月20日                                                           |
| 2月28日        | 日曜美術館 | 1980年6月22日                                                           |
| 2月29日        | 日曜美術館 | 1982年11月21日                                                          |
| 3月1日         | 日曜美術館 | 1981年11月8日                                                           |
| 3月2日         | 演芸指定席「火焰太鼓」古今亭志ん朝 日本の話芸「貧乏神」桂枝雀 | 1987年10月10日 1995年5月19日                                            |
| 3月3日         | 納涼落語特選（4）「居残り佐平次」 立川談志 日本の話芸「愛宕山」古今亭志ん朝 | 1979年8月3日 1993年5月9日                                               |
| 3月4日         | 知るを楽しむ「談志が語る手塚治虫・天才の条件」 | 2005年10月4日                                                           |
| 3月5日         | 知るを楽しむ「談志が語る手塚治虫・天才の条件」 | 2005年10月11日                                                          |
| 3月6日         | 知るを楽しむ「談志が語る手塚治虫・天才の条件」 | 2005年10月18日                                                          |
| 3月7日         | 知るを楽しむ「談志が語る手塚治虫・天才の条件」 | 2005年10月25日                                                          |
| 3月9日         | 一点中継つくる 「グラフィック・デザイナー・福田繁雄」 お笑い指定席「つぼ算」桂枝雀 演芸指定席「四段目」古今亭志ん朝                                                                                       | 1988年5月15日 1990年4月7日 1988年10月22日                               |
| 3月10日        | 一点中継つくる「美術家篠田桃紅」 お笑い指定席「くしゃみ講釈」桂枝雀 演芸指定席「お化長屋」立川談志 | 1988年5月22日 1991年1月26日 1985年5月10日                               |
| 3月12日        | 知るを楽しむ「世阿弥の佐渡を歩く」 | 2005年12月7日                                                           |
| 3月13日        | 知るを楽しむ「世阿弥の佐渡を歩く」 | 2005年12月14日                                                          |
| 3月14日        | 知るを楽しむ「世阿弥の佐渡を歩く」 | 2005年12月21日                                                          |
| 3月15日        | 知るを楽しむ「世阿弥の佐渡を歩く」 | 2005年12月28日                                                          |
| 3月16日        | 一点中継つくる「友禅作家羽田登喜男」 東西落語特選「唐茄子屋政談」古今亭志ん朝 納涼落語特選「天神山」桂枝雀                                                                                                | 1988年8月14日 1988年8月20日 1979年8月5日                                |
| 3月17日        | 一点中継つくる「画家絹谷幸二」 落語特選「酢豆腐」古今亭志ん朝 落語特選「二人旅」立川談志 | 1988年7月17日 1982年8月21日 1986年8月29日                               |
| 3月18日        | きょうの料理「世界のひき肉料理」村上信夫 きょうの料理「プロのこつ」小野正吉 きょうの料理「夏休みのこどものおひる」小林カツ代                                                                              | 1980年5月12日 1984年4月4日 1985年7月25日                                |
| 3月19日        | 知るを楽しむ「白洲正子目利きの肖像」 きょうの料理「春のすし」土井勝 きょうの料理「中国の豆腐料理」陳建民 きょうの料理「正月料理温かいごちそう」                                                           | 2006年2月7日 1982年4月5日 1981年9月8日 1981年12月9日                    |
| 3月20日        | ETV特集「フジコ〜あるピアニストの軌跡〜」 知るを楽しむ「白洲正子目利きの肖像」 きょうの料理「わたしのすすめる正月料理」辰巳芳子 きょうの料理「豆腐三品」田村隆 きょうの料理「自炊する人のために」村上昭子 | 1999年2月11日 2006年2月14日 1984年12月10日 1992年7月27日 1981年11月26日 |
| 3月21日        | 知るを楽しむ「白洲正子目利きの肖像」 きょうの料理「野菜たっぷりの煮物」堀江泰子 きょうの料理「プロのコツ」高橋忠之                                                                                        | 2006年2月21日 1984年2月6日 1986年11月19日                               |
| 3月22日        | ETV特集「モリチョウさんを探して」 知るを楽しむ「白洲正子目利きの肖像」 日曜美術館 | 1993年8月31日 2006年2月28日 1981年2月22日                               |
| 3月23日        | ETV特集「ゴジラのテーマをつくった男作曲家・伊福部昭」 ETV2001「老いをどう生きるか（1）」 日本の話芸「抜け雀」古今亭志ん朝                                                                                 | 1997年11月26日 2001年1月22日 1991年11月1日                              |
| 3月24日        | ETV8 ETV2001「テロはなぜ生まれるのか 緒方貞子 ニューヨークで語る」 日曜美術館 | 1988年2月15日 2001年10月22日 1981年12月6日                              |
| 3月25日        | 日曜美術館 | 1983年4月17日                                                           |
| 3月26日        | 日曜美術館 | 1984年12月9日                                                           |
| 3月27日        | わたしの青春ノート「桂枝雀」 わたしの青春ノート「水木しげる」 | 1985年6月29日 1987年9月19日                                             |
| 3月28日        | わたしの青春ノート「稲盛和夫」 わたしの青春ノート「さいとう・たかを」 | 1986年7月5日 1987年5月9日                                               |
| 3月29日        | ETV特集「半分のふるさと日本イ・サンクムさん心の旅」 | 1993年8月30日                                                           |

### 2024年度
| 火曜日        | 火曜日                                                           | 火曜日                | 火曜日                |          | 土曜日 | 土曜日                       | 土曜日                | 土曜日 |
| 放送日        | タイトル                                                         | 初回放送日            | 備考                  | 放送日   | タイトル | 初回放送日                   | 備考                  |        |
| ------------- | ---------------------------------------------------------------- | --------------------- | --------------------- | -------- | --- | ---------------------------- | --------------------- | ------ |
| 2024年 4月2日 | 演芸指定席(リストア版)「火焰(かえん)太鼓」古今亭志ん朝           | 1987年10月10日        |                       | 4月6日   | N響コンサート「ポリーニ」                                                                                      | 1978年4月14日                |                       |        |
| 4月9日        | 日本の話芸(リストア版)「貧乏神」桂枝雀                           | 1995年5月19日         |                       | 4月13日  | N響コンサート「ヴァーツラフ・ノイマン/1986年 スメタナの『わが祖国』」                                          | 1986年                       |                       |        |
| 4月16日       | 納涼落語特選(リストア版) 「居残り佐平次」立川談志                | 1979年8月3日          |                       | 4月20日  | N響コンサート「中村紘子」                                                                                      | 1981年9月24日 1988年10月13日 |                       |        |
| 4月23日       | 日本の話芸(リストア版)「愛宕山(あたごやま)」古今亭志ん朝         | 1993年5月9日          |                       | 4月27日  | N響コンサート「堤剛/1981年 ドボルザークのチェロ協奏曲」                                                        | 1981年                       |                       |        |
| 4月30日       | お笑い指定席(リストア版)「つぼ算」桂枝雀                         | 1990年4月7日          |                       | 5月4日   | ETV特集「フジコ〜あるピアニストの軌跡〜」                                                                      | 1999年2月11日                |                       |        |
| 5月7日        | きょうの料理「村上信夫 世界のひき肉料理」                        | 1980年5月12日         |                       | 5月11日  | ETV2001「老いをどう生きるか（1）」                                                                             | 2001年1月22日                |                       |        |
| 5月14日       | きょうの料理「土井勝 春のすし」                                  | 1982年4月5日          |                       | 5月18日  | ETV8「シリーズ授業」                                                                                           | 1987年5月26日                |                       |        |
| 5月21日       | きょうの料理「小林カツ代 夏休みのこどものおひる」                | 1985年7月25日         |                       | 5月25日  | ETV8「シリーズ授業」                                                                                           | 1988年11月29日               |                       |        |
| -             | -                                                                | -                     | -                     | 6月1日   | 日曜美術館「私とフェルメール」谷川俊太郎                                                                       | 1980年4月20日                |                       |        |
| 6月4日        | 知るを楽しむ「談志が語る手塚治虫(1)」                            | 2005年10月4日         |                       | 6月8日   | 日曜美術館「私とルドン」武満徹                                                                                 | 1980年6月22日                |                       |        |
| 6月11日       | 知るを楽しむ「談志が語る手塚治虫(2)」                            | 2005年10月11日        |                       | 6月15日  | 日曜美術館「私と八木一夫」司馬遼太郎                                                                           | 1981年2月22日                |                       |        |
| 6月18日       | 知るを楽しむ「談志が語る手塚治虫(3)」                            | 2005年10月            |                       | 6月22日  | 日曜美術館「私と黒田清輝」白洲正子                                                                             | 1981年11月8日                |                       |        |
| 6月25日       | 知るを楽しむ「談志が語る手塚治虫(4)」                            | 2005年10月            |                       | -        | - | -                            | -                     |        |
| 7月2日        | 演芸指定席(リストア版) 落語「四段目」古今亭志ん朝                | 1988年                |                       | 7月6日   | 一点中継 つくる(リストア版)「彫刻家 佐藤忠良」一点中継 つくる(リストア版)「影絵作家 藤城清治」                 | 1988年                       |                       |        |
| 7月9日        | 演芸指定席(リストア版) 落語「お化長屋」立川談志                  | 1985年                |                       | 7月13日  | 一点中継 つくる(リストア版)「舞台美術家 妹尾河童」一点中継 つくる(リストア版) 「人形作家 辻村ジュサブロー」    | 1988年                       |                       |        |
| 7月16日       | 東西落語特選(リストア版)「唐茄子(なす)屋政談」古今亭志ん朝       | 1988年                |                       | 7月20日  | 一点中継 つくる(リストア版)「グラフィック・デザイナー 福田繁雄」一点中継 つくる(リストア版)「美術家 篠田桃紅」 | 1988年                       |                       |        |
| 7月23日       | 2024年4月2日の再放送                                             | 2024年4月2日の再放送  | 2024年4月2日の再放送  | 7月27日  | 一点中継 つくる(リストア版)「友禅作家 羽田登喜男」一点中継 つくる(リストア版)「画家 絹谷幸二」                 | 1988年                       |                       |        |
| 7月30日       | 2024年4月9日の再放送                                             | 2024年4月9日の再放送  | 2024年4月9日の再放送  | 8月3日   | 2024年4月13日の再放送                                                                                          | 2024年4月13日の再放送        | 2024年4月13日の再放送 |        |
| -             | -                                                                | -                     | -                     | 8月10日  | N響コンサート「中村紘子/1981年 チャイコフスキーのピアノ協奏曲第1番」                                           | 1981年                       |                       |        |
| 8月13日       | 2024年4月16日の再放送                                            | 2024年4月16日の再放送 | 2024年4月16日の再放送 | 8月17日  | 2024年4月27日の再放送                                                                                          | 2024年4月27日の再放送        | 2024年4月27日の再放送 |        |
| 8月27日       | 2024年4月23日の再放送                                            | 2024年4月23日の再放送 | 2024年4月23日の再放送 | -        | - | -                            | -                     |        |
| 9月3日        | きょうの料理「小野正吉 プロのコツ」                              | 1984年4月4日          |                       | 9月7日   | 日曜美術館「私とルノワール」池波正太郎                                                                         | 1981年12月6日                | 4Kリマスター          |        |
| 9月10日       | きょうの料理「陳建民 中国の豆腐料理」                            | 1981年9月8日          |                       | 9月14日  | 日曜美術館「私と鳥獣戯画」手塚治虫                                                                             | 1982年11月21日               | 4Kリマスター          |        |
| 9月17日       | きょうの料理「城戸崎愛 正月料理 温かいごちそう」                 | 1981年12月9日         |                       | 9月21日  | 日曜美術館「私とルオー」遠藤周作                                                                               | 1983年4月17日                | 4Kリマスター          |        |
| 9月24日       | きょうの料理「辰巳芳子 わたしのすすめる正月料理」                | 1984年12月10日        |                       | 9月28日  | 日曜美術館「美と風土 黒潮の画譜〜異端の画家 田中一村〜」                                                       | 1984年12月9日                | 4Kリマスター          |        |
| 10月1日       | きょうの料理「田村隆 豆腐三品」                                  | 1992年7月27日         |                       | -        | - | -                            | -                     |        |
| 10月8日       | わたしの青春ノート「桂枝雀」                                     | 1985年6月29日         | 4Kリマスター          | 10月12日 | ETV2001「テロはなぜ生まれるのか 緒方貞子 ニューヨークで語る」                                                  | 2001年10月                   |                       |        |
| 10月15日      | わたしの青春ノート「稲盛和夫」                                   | 1986年7月5日          | 4Kリマスター          | 10月19日 | ETV特集「ゴジラのテーマをつくった男 作曲家・伊福部昭」                                                         | 1997年                       |                       |        |
| 10月22日      | わたしの青春ノート「水木しげる」                                 | 1987年9月19日         | 4Kリマスター          | 10月26日 | ETV特集「苦渋の決断〜水俣病 40年目の政治決着〜」                                                               | 1995年10月19日               |                       |        |
| 10月29日      | わたしの青春ノート「さいとう・たかを」                           | 1987年5月9日          | 4Kリマスター          | 11月2日  | ETV特集「モリチョウさんを探して 〜ある原爆小頭児の空白の生涯〜」                                               | 1993年8月                    |                       |        |
| 11月5日       | 知るを楽しむ「瀬戸内寂聴 世阿弥の佐渡を歩く第1回『突然の転落』」 | 2005年12月7日         | 4Kリマスター          | 11月9日  | ETV2003「アウシュヴィッツ証言者はなぜ自殺したか」(前編)                                                        | 2003年2月                    |                       |        |
| 11月12日      | 知るを楽しむ「瀬戸内寂聴 世阿弥の佐渡を歩く第2回」               | 2005年12月14日        | 4Kリマスター          | 11月16日 | ETV2003「アウシュヴィッツ証言者はなぜ自殺したか」(後編)                                                        | 2003年2月                    |                       |        |
| 11月19日      | 知るを楽しむ「瀬戸内寂聴 世阿弥の佐渡を歩く第3回」               | 2005年12月21日        | 4Kリマスター          | 11月23日 | N響コンサート「ホルスト・シュタイン/1996年 ベートーベンの交響曲第7番」                                         | 1996年                       |                       |        |
| 11月26日      | 知るを楽しむ「瀬戸内寂聴 世阿弥の佐渡を歩く第4回」               | 2005年12月28日        | 4Kリマスター          | 11月30日 | N響コンサート「樫本大進/2002年 メンデルスゾーンのバイオリン協奏曲」                                            | 2002年                       |                       |        |
| 12月3日       | 2024年4月30日の再放送                                            | 2024年4月30日の再放送 | 2024年4月30日の再放送 | 12月7日  | N響コンサート「アンスネス/2011年 ラフマニノフのピアノ協奏曲第3番」                                             | 2011年                       |                       |        |
| 12月10日      | 納涼落語特選(リストア版) 「天神山」桂枝雀                        | 1979年                |                       | 12月14日 | N響コンサート「トモワ・シントウ/2005年 ヴェルディの「オテロ」から」                                            | 2005年                       |                       |        |
| 12月17日      | 落語特選(リストア版) 「酢豆腐」古今亭志ん朝                      |                       |                       | 12月21日 | Ｎ響コンサート「中村紘子/1981年 チャイコフスキーのピアノ協奏曲第1番」                                          | 1981年                       |                       |        |
| 12月24日      | お笑い指定席(リストア版) 落語「くしゃみ講釈」桂枝雀              | 1991年                |                       | -        | - | -                            | -                     |        |
| 2025年 1月7日 | 落語特選(リストア版) 「二人旅」立川談志                          | 1986年                |                       | 1月11日  | N響コンサート「デュトワ/1987年 ストラヴィンスキーの『春の祭典』」                                              | 1987年                       |                       |        |
| 1月14日       | 日本の話芸(リストア版) 落語「抜け雀(すずめ)」古今亭志ん朝        | 1991年                |                       | 1月18日  | N響コンサート「サヴァリッシュ/1973年 ブラームスの交響曲第1番」                                                 | 1973年                       |                       |        |
| 1月21日       | きょうの料理「村上昭子 自炊する人のために                        | 1981年11月26日        |                       | -        | - | -                            | -                     |        |
| 1月28日       | きょうの料理「堀江泰子 野菜たっぷりの煮物                        | 1984年2月6日          |                       | 2月1日   | N響コンサート プレヴィン/1998年 モーツァルトのピアノ協奏曲第24番                                               | 1998年                       |                       |        |
| 2月4日        | 知るを楽しむ「私のこだわり人物伝 白洲正子 目利きの肖像 第1回」   | 2006年2月7日          | リマスター            | 2月8日   | N響コンサート ブーニン/1986年 ショパンのピアノ協奏曲第1番                                                      | 1986年                       |                       |        |
| 2月11日       | 知るを楽しむ「私のこだわり人物伝 白洲正子 目利きの肖像 第2回」   | 2006年2月14日         | リマスター            | 2月15日  | ETV8「シリーズ授業 児童文学者 椋鳩十"生きものはすばらしい"」                                                   | 1987年9月30日                |                       |        |
| 2月18日       | 知るを楽しむ「私のこだわり人物伝 白洲正子 目利きの肖像 第3回」   | 2006年2月21日         | リマスター            | -        | - | -                            | -                     |        |
| 2月25日       | 知るを楽しむ「私のこだわり人物伝 白洲正子 目利きの肖像 第4回」   | 2006年2月28日         | リマスター            | -        | - | -                            | -                     |        |
| 3月4日        | きょうの料理「ホルトハウス房子 今月のもう一品」                  | 1986年2月28日         |                       | 3月8日   | ETV8「授業巡礼 〜哲学者・林竹二が残したもの〜」                                                                | 1988年                       |                       |        |
| 3月11日       | きょうの料理「高橋忠之 プロのコツ」                              | 1986年11月19日        |                       | -        | - | -                            | -                     |        |
| 3月18日       | 2024年5月14日の再放送                                            | 2024年5月14日の再放送 | 2024年5月14日の再放送 | -        | - | -                            | -                     |        |

### 2025年度
| 火曜日        | 火曜日                                            | 火曜日        | 火曜日 |         | 土曜日                                                                           | 土曜日                | 土曜日                | 土曜日 |
| 放送日        | タイトル                                          | 初回放送日    | 備考   | 放送日  | タイトル                                                                         | 初回放送日            | 備考                  |        |
| ------------- | ------------------------------------------------- | ------------- | ------ | ------- | -------------------------------------------------------------------------------- | --------------------- | --------------------- | ------ |
| 2025年 4月1日 | きょうの料理「土井勝 正月料理」                   | 1987年12月7日 |        | 4月5日  | 教育テレビスペシャル「石川好 ストロベリーロード再び(1)」                         | 1993年1月             |                       |        |
| 4月8日        | きょうの料理「土井勝 春のあえもの」               | 1985年3月5日  |        | 4月12日 | 教育テレビスペシャル「石川好 ストロベリーロード再び(2)」                         | 1993年1月             |                       |        |
| 4月15日       | きょうの料理「土井勝 乾物を使って」               | 1986年4月10日 |        | 4月19日 | 教育テレビスペシャル「緒形拳のアマゾン紀行 闘い、シコ・メンデスの前編 森の生活」 | 1992年8月             |                       |        |
| 4月22日       | きょうの料理「小林カツ代 4月からのお弁当」        | 1986年3月3日  |        | 4月26日 | 教育テレビスペシャル「緒形拳のアマゾン紀行 闘い、シコ・メンデスの後編」          | 1992年8月             |                       |        |
| 4月29日       | きょうの料理「小林カツ代 かんたんおやつ」         | 1994年4月21日 |        | -       | -                                                                                | -                     | -                     |        |
| 5月6日        | きょうの料理「小林カツ代 シーフードでごちそうを」 | 1990年5月7日  |        | 5月10日 | 教育テレビスペシャル「養老孟司のオーストラリア新昆虫記(1)」                      | 1993年3月             |                       |        |
| 5月13日       | きょうの料理「村上信夫 世界のひき肉料理」         | 1980年5月13日 |        | 5月17日 | 教育テレビスペシャル「養老孟司のオーストラリア新昆虫記(2)」                      | 1993年3月             |                       |        |
| 5月20日       | きょうの料理「村上信夫 プロのコツ」               | 1982年2月24日 |        | 5月24日 | 教育テレビスペシャル「横尾忠則と瀧と冒険」                                       | 1993年2月             |                       |        |
| 5月27日       | きょうの料理「村上信夫 プレーンオムレツ」         | 1994年1月4日  |        | 5月31日 | 教育テレビスペシャル「イワンの国のものがたり 澤地久枝・北御門二郎との対話」      | 1992年                | リマスター            |        |
| 6月3日        | きょうの料理「陳建民 特集・炒（いためる）」       | 1981年3月2日  |        | 6月7日  | 2024年9月14日の再放送                                                            | 2024年9月14日の再放送 | 2024年9月14日の再放送 |        |
| 6月10日       | きょうの料理「陳建民 ぎょうざに挑戦！」           | 1982年2月25日 |        |         |                                                                                  |                       |                       |        |